# Березова Поляна (Сахалінська область)
Березова Поляна (рос. Берёзовая Поляна) — село у Тимовському міському окрузі Сахалінської області Російської Федерації.
Населення становить 0 осіб (2013).

## Історія
Від 1963 року належить до Тимовського міського округу Сахалінської області.

## Населення
| 2002 | 2010 |
| ---- | ---- |
| 3    | ↘0   |